# Samet Ağaoğlu
Abdüssamet „Samet“ Ağaoğlu (* 23. April 1909 in Baku, Russisches Kaiserreich, heute: Aserbaidschan; † 6. August 1982 in Istanbul) war ein türkischer Politiker der Demokrat Parti (DP), der unter anderem zwischen 1950 und 1960 Mitglied der Großen Nationalversammlung der Türkei sowie von 1950 bis 1954 stellvertretender Ministerpräsident war.

## Leben

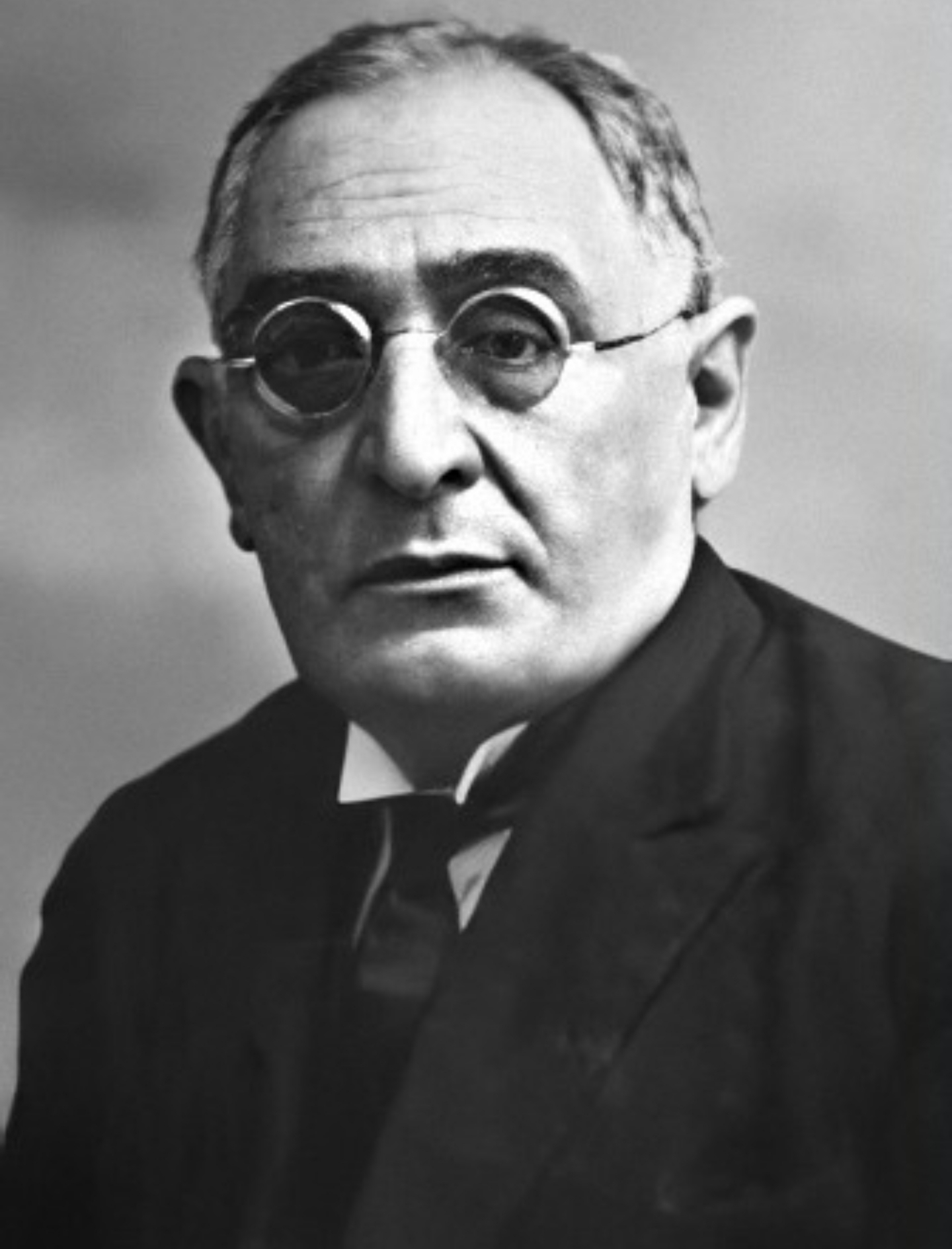
Samet Ağaoğlus Vater Ahmet Ağaoğlu war unter anderem zwischen 1923 und 1931 ebenfalls Mitglied der Großen Nationalversammlung.

Abdüssamet „Samet“ Ağaoğlu war der Sohn des aus Aserbaidschan stammenden Publizisten und Journalisten Ahmet Ağaoğlu (1869–1939) der unter anderem zwischen 1923 und 1931 ebenfalls Mitglied der Großen Nationalversammlung war, sowie von Sitara Ağaoğlu. Seine älteste Schwester war die Schriftstellerin und Juristin Süreyya Ağaoğlu (1903–1989), während seine zweite Schwester Tezer Taşkıran (1907–1979) Schriftstellerin sowie von 1943 bis 1954 Mitglied der Großen Nationalversammlung war. Er selbst absolvierte ein Studium der Rechtswissenschaften an der Universität Ankara und war danach zunächst als Reporter für die Tageszeitung „Hâkimiyet-i Milliye“ und als Rechtsanwalt tätig. Später wechselte er als Beamter ins Wirtschaftsministerium und war dort unter anderem als stellvertretender Generaldirektor sowie zuletzt als Generaldirektor der Abteilung Binnenhandel tätig. Ferner gehörte er zeitweise der Untersuchungskommission des Handelsministeriums als Mitglied an.
Am 22. Mai 1950 wurde Ağaoğlu für die Demokratische Partei DP (Demokrat Parti) erstmals Mitglied der Großen Nationalversammlung TBMM (Türkiye Büyük Millet Meclisi) und vertrat in dieser in der 9., 10. und 11. Legislaturperiode bis zum 27. Mai 1960 den Wahlkreis „Manisa“. Am 22. Mai 1950 wurde er in das Kabinett Menderes I berufen und bekleidete in diesem bis zum 9. März 1951 das Amt des stellvertretenden Ministerpräsidenten (Başbakan Yardımcısı). Den Posten des stellvertretenden Ministerpräsidenten behielt er auch im Kabinett Menderes II (9. März 1951 bis 10. November 1952) und fungierte daraufhin als Nachfolger von Nuri Özsan zwischen dem 10. November 1952 und seiner Ablösung durch Hayrettin Erkmen am 8. April 1953 als Arbeitsminister (Çalışma Bakanı) im Kabinett Menderes II.

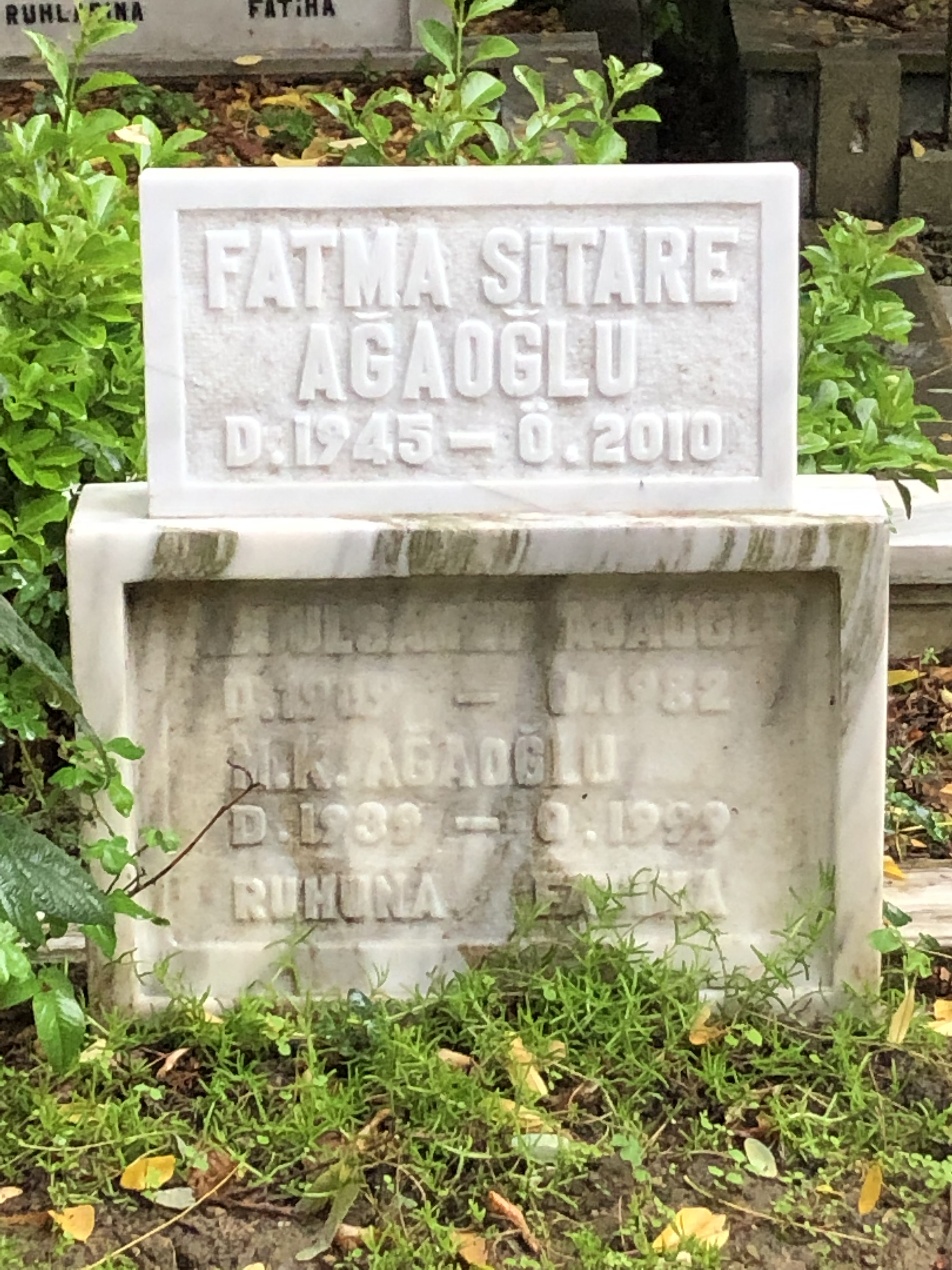
Grabstätte von Samet Ağaoğlu auf dem Feriköy-Friedhof in Istanbul.

Als Nachfolger von Fethi Çelikbaş übernahm Samet Ağaoğlu am 6. Dezember 1954 im Kabinett Menderes III den Posten als Minister für wirtschaftliche Entwicklung (İşletmeler Bakanı) und behielt diesen Posten zwischen dem 9. Dezember 1955 und dem 25. November 1957 auch im Kabinett Menderes IV, wobei das Amt am 2. September 1957 in Industrieminister (Sanayi Bakanı) umbenannt wurde. Im darauf folgenden Kabinett Menderes V fungierte er vom 25. November 1957 bis zu seiner Ablösung durch Sıtkı Yırcalı am 8. Februar 1958 weiterhin als Industrieminister. Im Zuge einer Umbildung der fünften Regierung Menderes war er daraufhin vom 8. Februar 1958 Staatsminister und behielt dieses Amt bis zum 4. September 1958, woraufhin Haluk Şaman ihn ablöste.
Er wurde während des Militärputsches vom 27. Mai 1960 verhaftet und im Zuge der Yassıada-Prozesse, bei denen er von seiner Schwester Süreyya Ağaoğlu verteidigt wurde, zu lebenslanger Haft verurteilt, die er in Gefängnissen in İmralı und Kayseri verbüßte. Allerdings wurde er 1964 im Rahmen einer Sonderamnestie freigelassen. Er war von 1933 bis zu seinem Tode 1982 mit Neriman Ağaoğlu (1912–1984) verheiratet, die für die Gerechtigkeitspartei AP (Adalet Partisi) von 1961 bis 1969 ebenfalls Mitglied der Nationalversammlung (Millet Meclisi) war. Aus dieser Ehe gingen drei Kinder hervor. Nach seinem Tode wurde er auf dem Feriköy-Friedhof in Istanbul beigesetzt.

## Veröffentlichungen
Samet Ağaoğlu war auch als Schriftsteller tätig und verfasste neben autobiografischen Werken insbesondere Bücher zu historisch-politischen Themen. Zu seinen Werken gehören:
- Babamdan Hatıralar, 1940
- Strassburg Hatıraları, 1944
- Kuvayı Milliye Ruhu, 1944
- İki Parti Arasındaki Siyasi Farklar, 1947
- Zürriyet, 1950
- Öğretmen Gafur, 1953
- Büyük Aile, 1957
- Babamın Arkadaşları, 1958
- Hücredeki Adam, 1964
- Katırın Ölümü, 1965
- Aşina Yüzler, 1965
- Arkadaşım Menderes, 1967
- Sovyet Rusya İmparatorluğu, 1967
- Marmara’da Bir Ada, 1972
- Demokrat Parti’nin Doğuş ve Yıkılış Sebepleri-Bir Soru, 1973
- İlk Köşe, 1978
- Siyasi Günlük: Demokrat Partinin Kuruluşu, 1992